# Saint-Rustice
Saint-Rustice è un comune francese di 444 abitanti situato nel dipartimento dell'Alta Garonna nella regione dell'Occitania.

## Monumenti

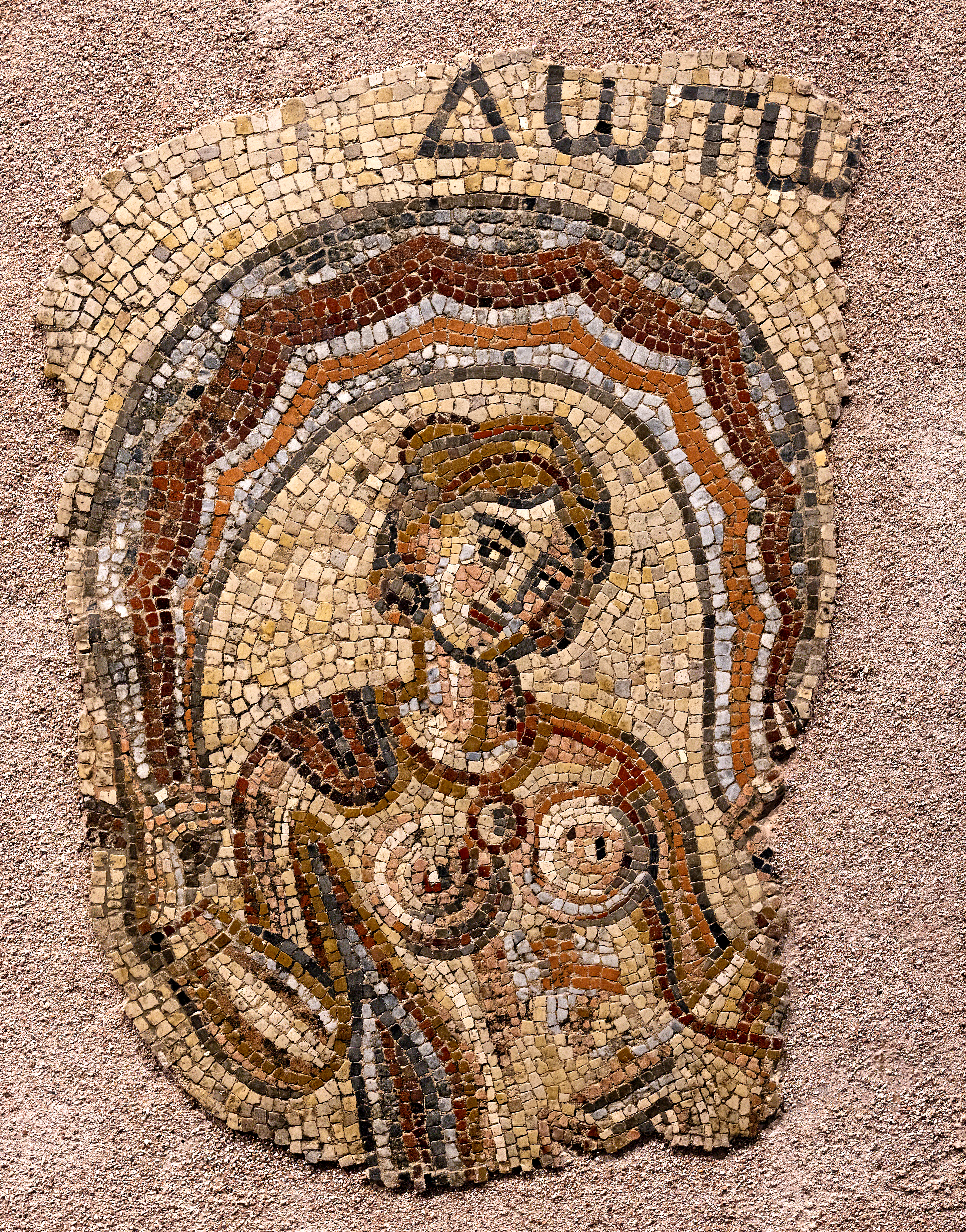
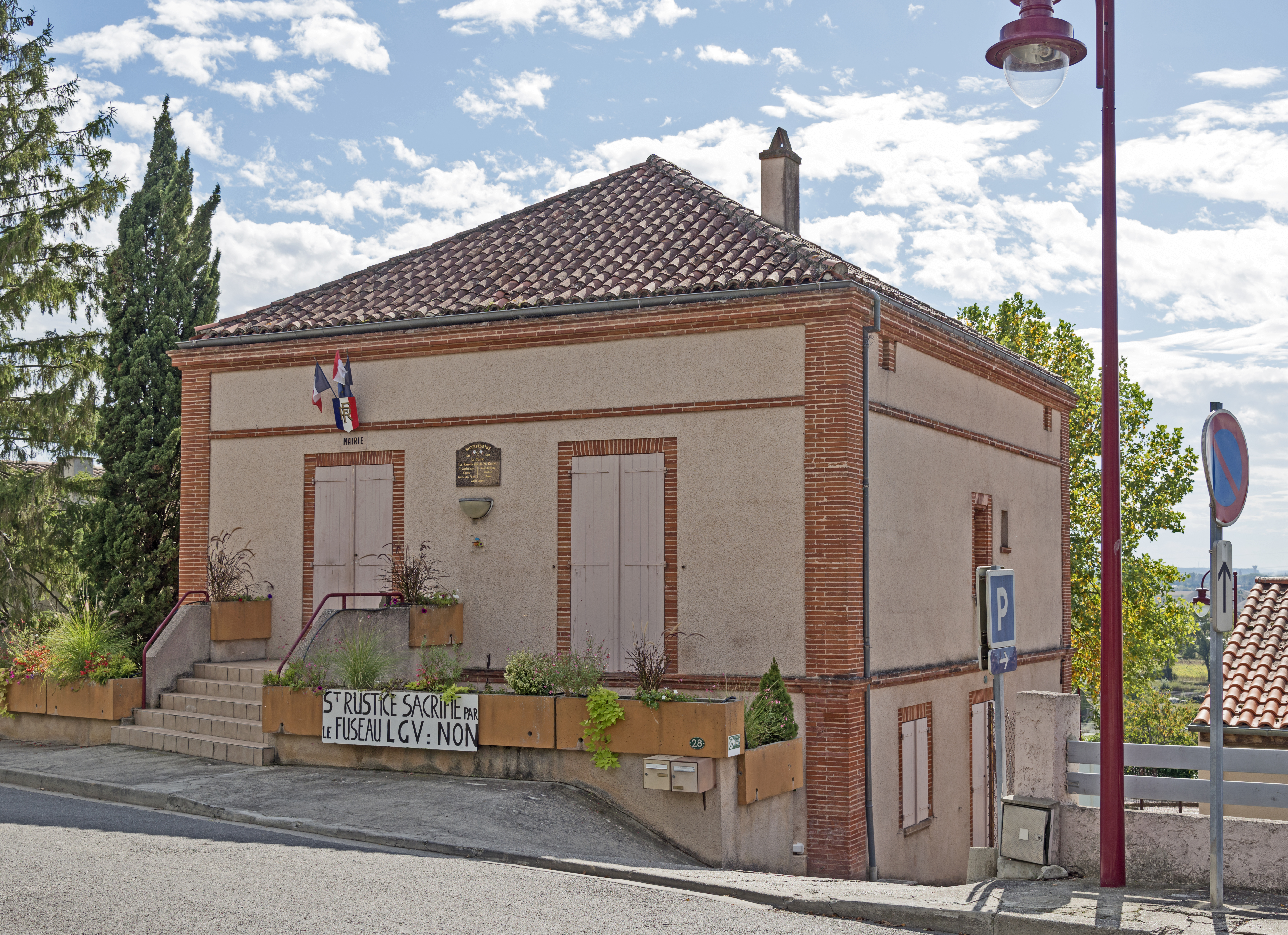
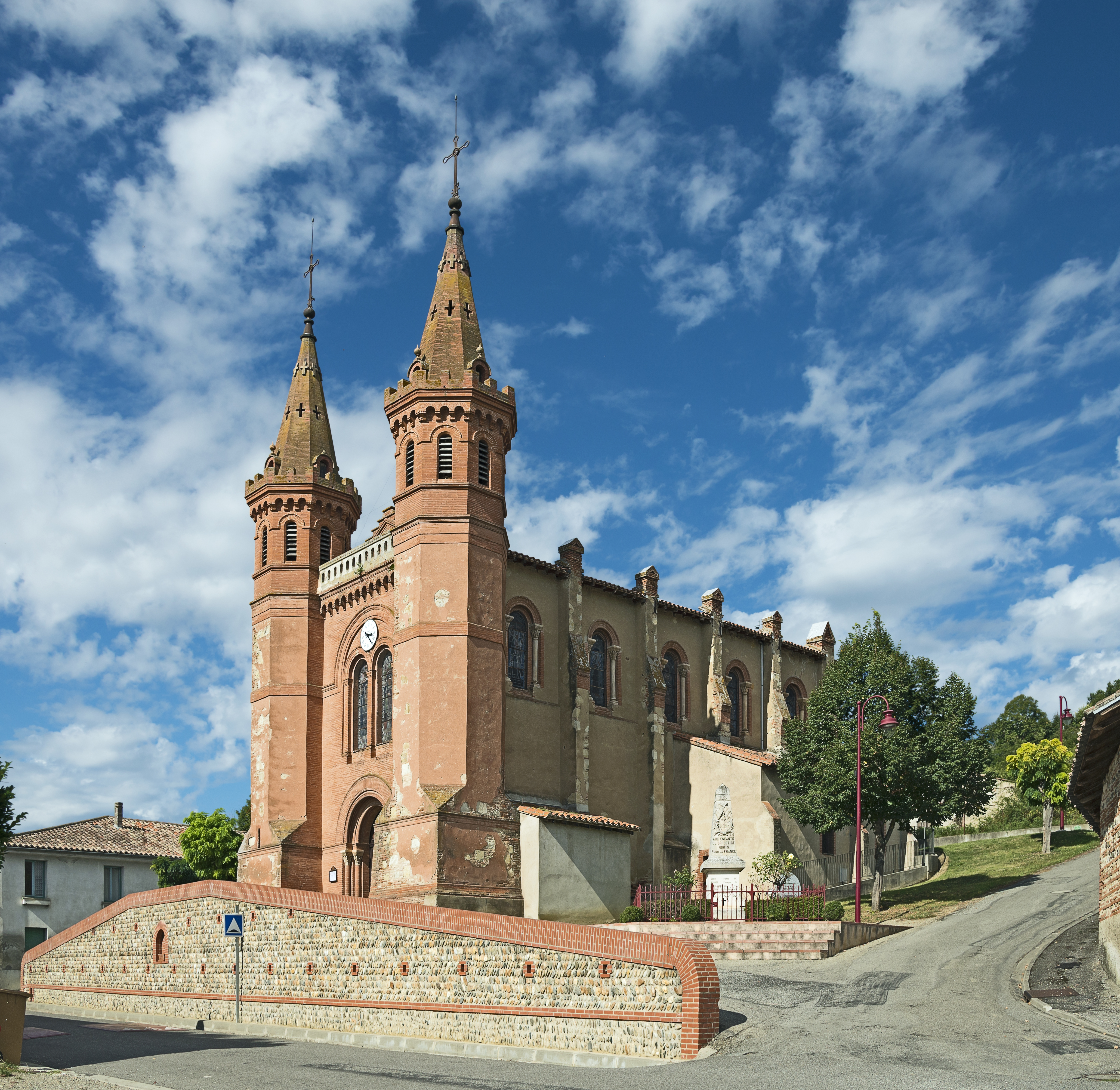

## Società

### Evoluzione demografica
Abitanti censiti